# Mercado do Bolhão

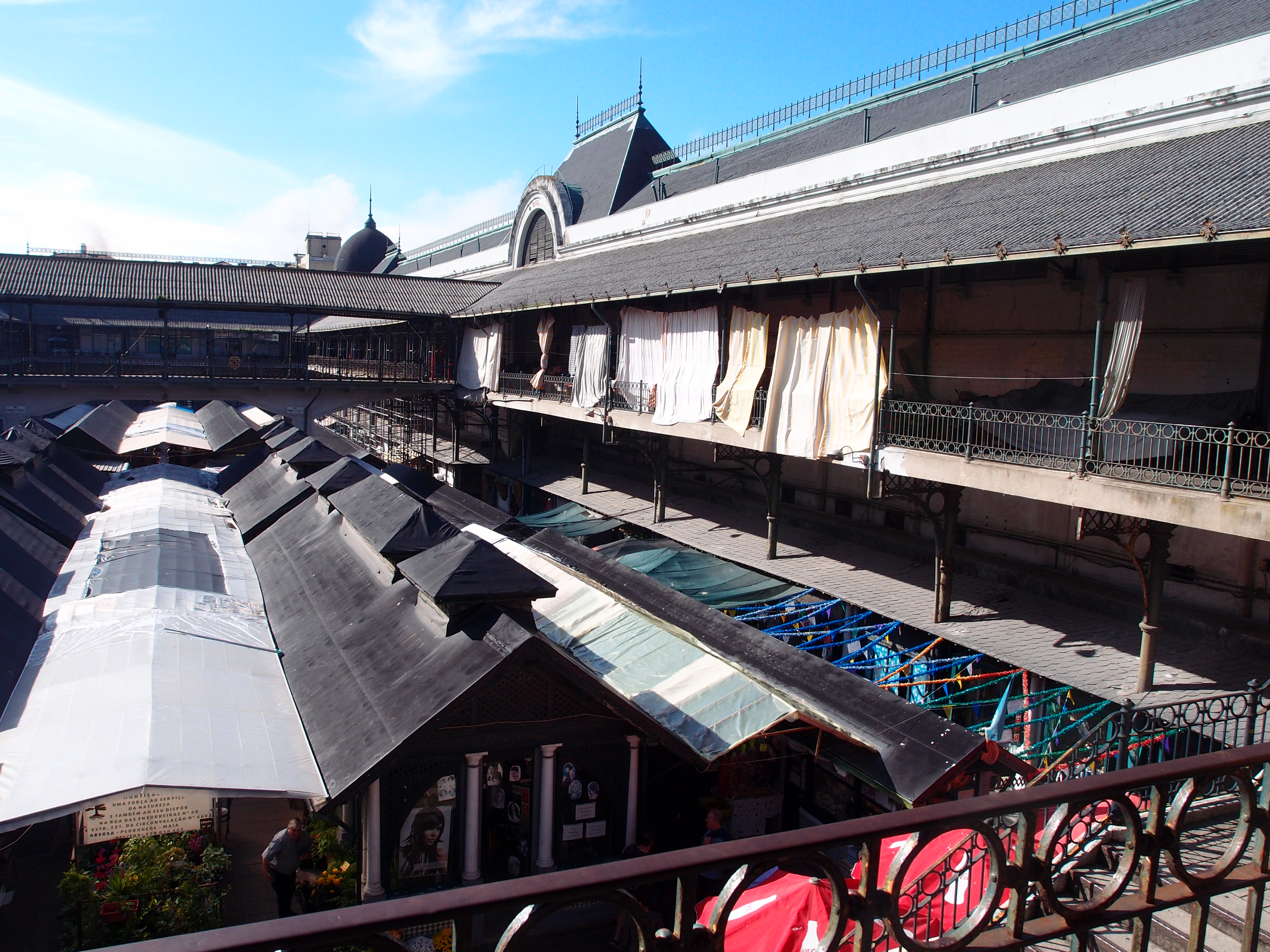
Vue intérieure du marché de Bolhao avant les travaux de rénovation

Mercado do Bolhão (Marché de Bolhão) est un des principaux marchés de Porto, au Portugal.
Il est situé rua Formosa, dans le centre-ville de Porto, près de la station de métro "Bolhão", dans le quartier du même nom.

## Description
Le marché de Bolhão a été inauguré en 1914 pour regrouper les commerçants qui jusqu’ici vendaient leurs produits dans différents endroits de la ville. Pour pénétrer dans le marché, on peut emprunter l’une des 4 portes du bâtiment néo-classique, situées de chaque côté. Chacune des portes donne sur une grande cour intérieure entourée de galeries, où des produits frais sont vendus quotidiennement.